# Typha australis
Typha australis là một loài thực vật có hoa trong họ Typhaceae. Loài này được K. Schum. & Thonner miêu tả khoa học đầu tiên.